# 可充電鹼性電池
可充電鹼性電池是一種可充電的鹼性電池，其能夠再充電，以便重複使用。

## 與其他充電電池的比較
初期有電子公司開發鹼性電池充電器，聲稱可以替一般「一次性鹼性電池」充電，但仍受限鹼性電池充電慢、效率低、回充循環次數極少(平均少於10次)的特性。長時間充電下，充電器降壓轉換過程中累積產生過多廢熱，反而可能浪費更多能源而不環保，相較鎳氫電池劣勢許多。之後因為技術進步，使種類包括AAA，AA，C，D和卡扣式9伏電池。可充電鹼性電池是完全充電的，並且能夠保持充電多年，比自放電的鎳鎘和鎳氫電池壽命更長。
此類產品也在初期的使用說明中也不保證相對於鎳氫電池般的絕對安全，對充畢的電池效能如何、是否更容易漏液等問題同時不予保證。

## 另見
- 電池列表
- 電池尺寸列表
- 电池回收

## 外部連結
- Alkaline battery charging
- Potassium hydroxide MSDS from JTBaker
- Patent describing alkaline battery charger （页面存档备份，存于）